# Bangun Jaya (Bulan Tengah Suku Ulu)
Bangun Jaya is een bestuurslaag in het regentschap Musi Rawas van de provincie Zuid-Sumatra, Indonesië. Bangun Jaya telt 4280 inwoners (volkstelling 2010).